# Апостольский нунций в Канаде
Апостольский нунций в Канаде — дипломатический представитель Святого Престола в Канаде. Данный дипломатический пост занимает церковно-дипломатический представитель Ватикана в ранге посла. Апостольская нунциатура в Канаде была учреждена на постоянной основе в 1899 году. Её штаб-квартира находится в Оттаве.
В настоящее время Апостольским нунцием в Канаде является архиепископ Иван Юркович, назначенный Папой Франциском 5 июня 2021 года.

## История
Апостольскую делегатура в Канаде и Ньюфаундленде была учреждена Папой римским Львом XIII Апостольским письмом «Antiquissimi moris» 3 августа 1899 года.
В 1949 году название было изменено на Апостольскую делегатуру в Канаде.
16 октября 1969 года Апостольская делегатура а Канаде была возведена в ранг Апостольской нунциатуры, согласно бреве «Quam multum» Папы Павла VI..
Апостольский нунций в Канаде также выполняет функции апостольского делегата французского архипелага Сен-Пьер и Микелон.

## Апостольские нунции в Канаде

### Апостольские делегаты в Канаде и Ньюфаундленде
- Джордж Майкл Конрой — (10 апреля 1877 — 4 августа 1878);
- Рафаэль Мерри дель Валь-и-Сулуэта — (10 марта 1897 — 21 октября 1899 — назначен президентом Папской Церковной Академии);
- Диомеде Анджело Раффаэле Дженнарио Фальконио, O.F.M. — (3 августа 1899 — 30 сентября 1902 — назначен апостольским делегатом в США);
- Донато Раффаэле Сбарретти Тацца — (26 декабря 1902 — 29 октября 1910 — назначен секретарём Священной Конгрегации по делам монашествующих);
- Пеллегрино Франческо Станьи, O.S.M. — (3 ноября 1910 — 19 июня 1918);
- Пьетро ди Мария — (11 июня 1918 — 3 июня 1926 — назначен апостольским нунцием в Швейцарии);
- Андреа Кассуло — (7 мая 1927 — 14 июня 1936 — назначен апостольским нунцием в Румынии).

### Апостольские делегаты в Канаде
- Ильдебрандо Антониутти — (14 июля 1938 — 21 октября 1953 — назначен апостольским нунцием в Испании);
- Джованни Панико — (14 ноября 1953 — 24 января 1959 — назначен апостольским нунцием в Португалии);
- Себастьяно Баджо — (12 марта 1959 — 26 мая 1964 — назначен апостольским нунцием в Бразилии);
- Серджо Пиньедоли — (1 июня 1964 — 10 июня 1967 — секретарём Священной Конгрегации Евангелизации народов).

### Апостольские про-нунции
- Эмануэле Кларицио — (12 июня 1967 — 19 марта 1970 — назначен про-председателем Папского Совета по пастырскому попечению о мигрантах и странствующих);
- Гвидо дель Местри — (20 июня 1970 — 12 августа 1975 — назначен апостольским нунцием в Германии);
- Анджело Пальмас — (2 сентября 1975 — 10 марта 1990);
- Карло Курис — (28 марта 1990 — 2 сентября 1994 — возведён в ранг апостольского нунция).

### Апостольские нунции
- Карло Курис — (2 сентября 1994 — 4 февраля 1999);
- Паоло Ромео — (5 февраля 1999 — 17 апреля 2001 — назначен апостольским нунцием в Италии);
- Луиджи Вентура — (22 июня 2001 — 22 сентября 2007 — назначен апостольским нунцием во Франции);
- Педро Лопес Кинтана — (10 декабря 2009 — 19 декабря 2013);
- Луиджи Бонацци — (18 декабря 2013 — 10 декабря 2020 — назначен апостольским нунцием в Албании);
- Иван Юркович — (5 июня 2021 — по настоящее время).